# 공장

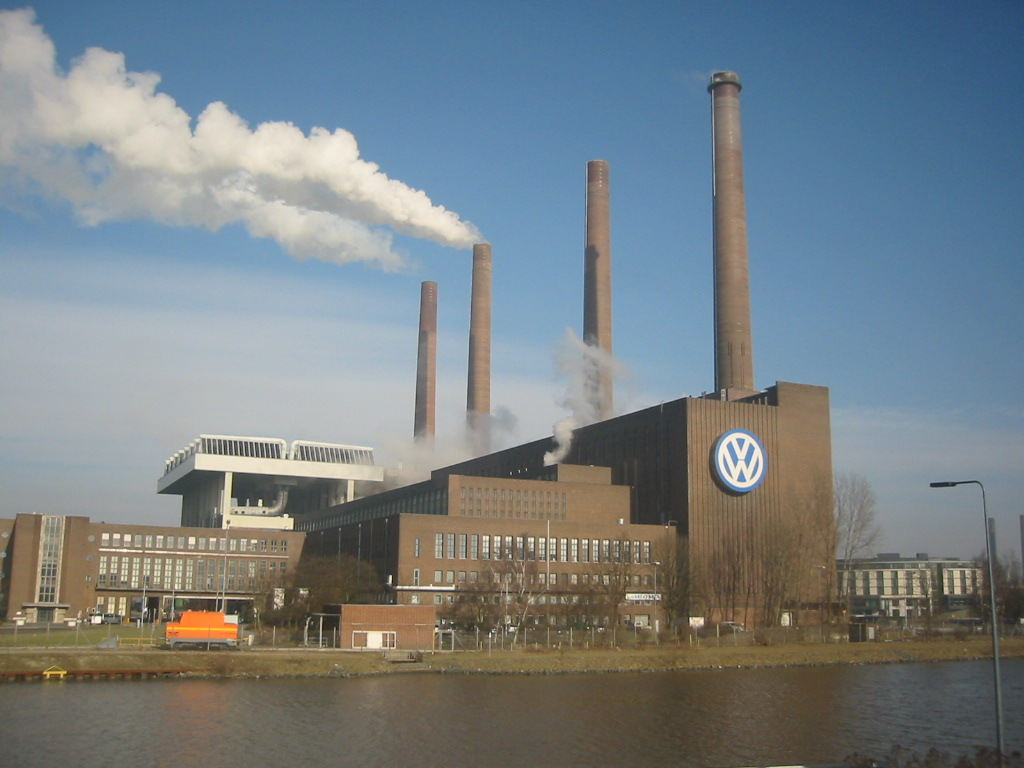
폭스바겐 공장

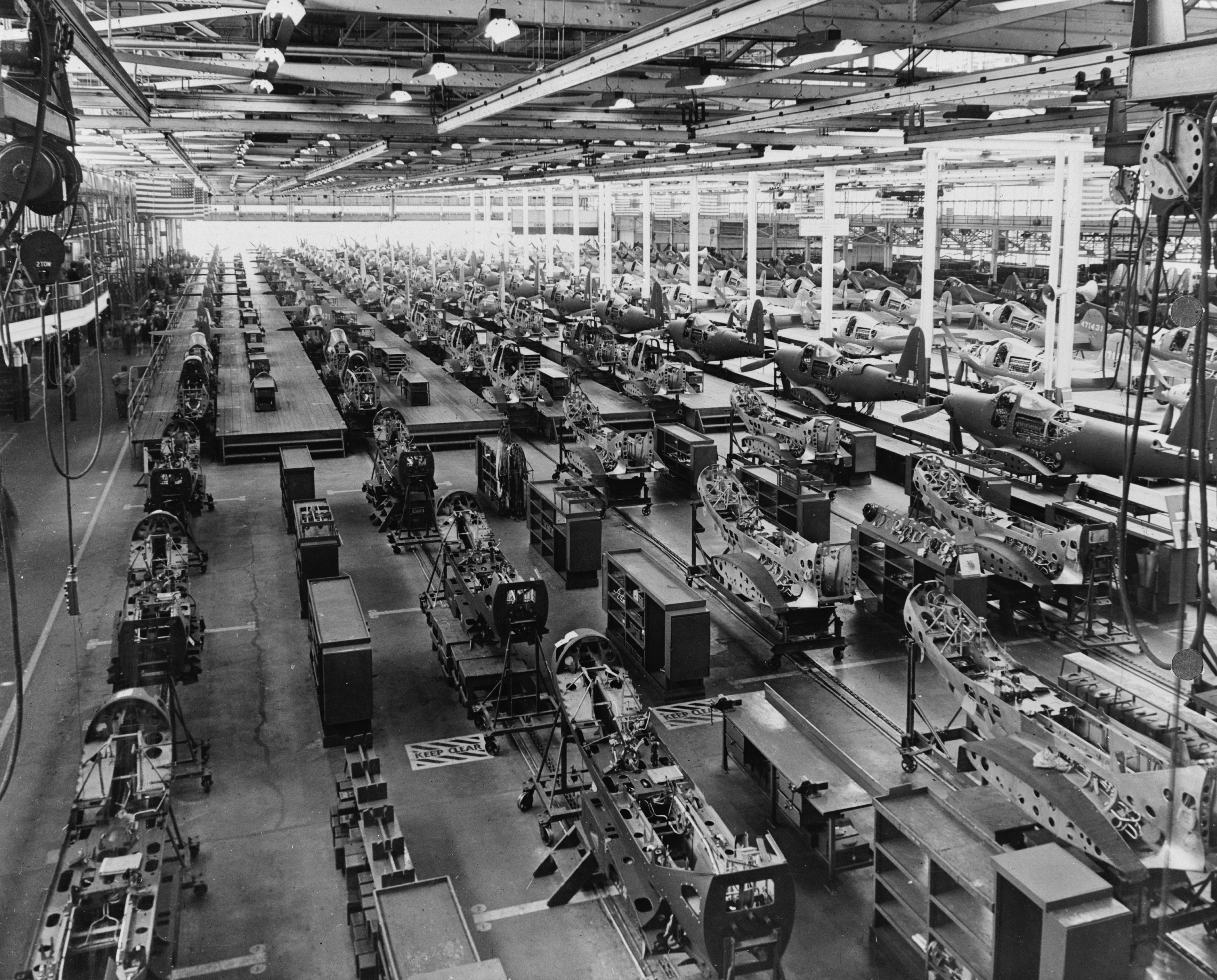
1944년 미국 뉴욕 휘트필드에 있는 벨 항공기 회사의 조립 공장

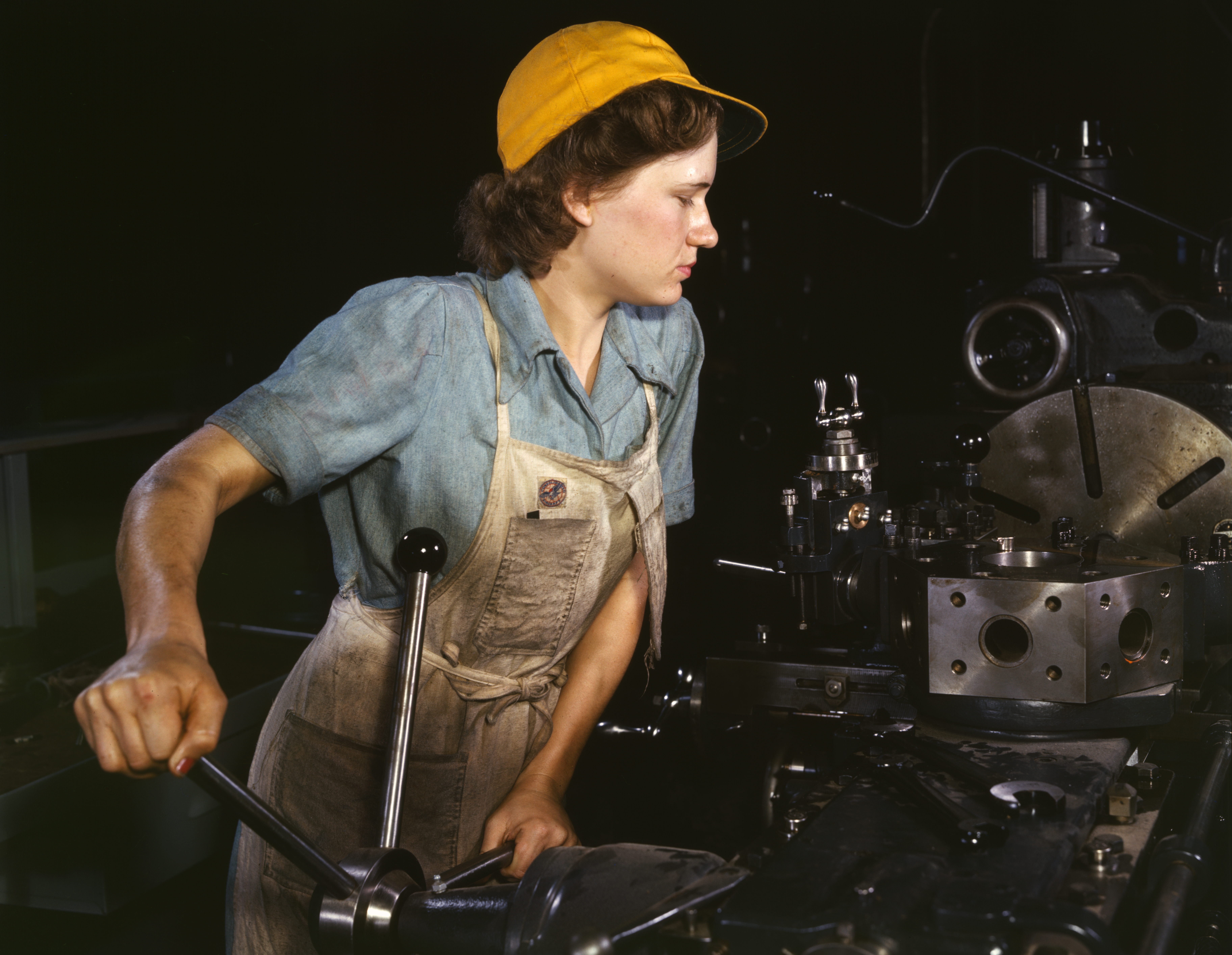
1940년대 텍사스 공장에서 일하는 여성

공장(工場, 영어: factory, plant)은 제조업에서 실제의 제품을 생산하거나 기계를 수리하고 점검하는 일을 하는 시설을 말한다. 사업소, 제작소, 사업장 등으로 불리는 경우가 많다. 중소 규모의 공장은 내륙에 설치되는 것이 보통이지만, 석유, 철강 등의 대규모 공장은 원료나 제조 제품의 반출입이 편한 해안가에 설치되는 경우가 많다. 공장은 많은 노동자를 필요로 하는 경우도 있으며 공장 근처에 살거나 통근하는 사람들을 대상으로 하는 점포가 공장 주변에 모이는 등 그 자체로 경제적 효과도 있다.

## 법적 개념
대한민국의 산업집적활성화 및 공장설립에 관한 법률 상, 공장이라 함은 건축물 또는 공작물, 물품제조공정을 형성하는 기계·장치 등 제조시설과 그 부대시설(이하 "제조시설등"이라 한다)을 갖추고 대통령령으로 정하는 제조업을 하기 위한 사업장으로서 대통령령으로 정하는 것을 말한다.(동법 제3조 제1호)

## 공장 입지의 선정
공장입지의 선정에 있어서는 기술적·경제적·사회적·요인으로 나누어 생각할 수 있다.

### 경제적 요인
1. 지가(地價)의 저렴 ― 대지 선정에 있어서 첫째 요인은 지가의 저렴으로 이것은 앞으로의 공장증설 때에도 제한받지 않아야 한다.
2. 원재료 구입 ― 원재료의 구입이 용이하고 신속·확실·저렴해야 한다.
3. 전력·연료의 확보 ― 전력이나 연료 등의 확보가 저가로 보장되어야 한다.
4. 시장문제 ― 시장이나 소비자에 인접해야 수송비를 절약할 수 있다. 광고선전·수요실태의 정확한 조사연구에도 유리하다.
5. 노동력의 획득 ― 노동력의 구득이 용이하고 임률이 낮으며, 노동력의 질적 수준이 높아야 한다.
6. 운송·통신기관의 편의성 ― 원재료나 재품의 운반이 신속·저렴해야 되며, 통신의 편의성도 고려해야 한다.
7. 금융기관 ― 금융기관이 인접해 있어야 한다.
8. 타공장과의 관계 ― 동종 또는 유사업종의 공장과 인접해 있으면 제조기술·재료입수·제품판매·노동력 획득 등에 편리한 점이 많다.
9. 조세(租稅)·보험료 ― 공장의 입지가 지방일 경우, 조세감면의 혜택이 있게 된다.

### 기술적 요인
1. 대지의 상태 ― 대지의 지형·지질은 공장건설비를 결정짓는 중요 요인이며, 각종 기계설비의 유지에도 큰 영향을 미친다. 지질의 불량은 건물·기계의 기초공사에 많은 경비를 투입하여야 하며, 지형이 나쁜 장소에 공장을 건설하면 공장의 방위책이 강구되어야 하므로 지형·지질이 나쁜 장소는 공장의 적지(適地)가 못된다.
2. 용수(用水) ― 갈수기(渴水期)에도 공장용수의 최대사용량이 확보되어야 하며, 수질(水質)도 적합해야 한다.
3. 배수·폐물·매연의 처리 ― 공장의 배수·폐물·매연·악취·소음·진동 등의 처리는 공해문제와 관련이 있으므로, 입지선정에 있어서 이의 처리문제도 유의해야 한다.
4. 부산물(副産物)의 처리 ― 제품가격에 미치는 영향으로 보아 중요사항의 하나이며, 사회정세의 변화가 주제품과 부산물의 위치를 변경시키는 경우도 고려해야 한다.
5. 기후·풍토 ― 강우량·강설량·온습도·기류 등의 기후조건은 종업원의 건강·작업능률과 관련된다.

### 사회적 요인
1. 국가정책 ― 국토개발계획·도시계획·지역개발계획에 따라 입지선정의 대상이 제한되는 경우가 있으므로 이를 고려해야 한다.
2. 경제정책 ― 콤비나트(combinat)·공업단지의 설정 등 국가의 경제개발정책도 입지선정에 영향을 미친다.
3. 학교·병원 등 복지시설의 유무 ― 공장 대지선정에 있어 가능한 대로 학교·병원 등의 공공복지시설이 있는 곳은 피해야 한다.

## 공장계획
공장은 생산의 3요소(사람·자재·기계설비)로 구성된 시스템을 통하여 필요한 수량과 품질의 제품을 생산하기 위한 기능이 모두 포함된 장소로 규정된다. 공장계획은 이 기능을 포함한 공장을 기업목표에 따라 계획·조직하는 것을 말한다. 또한 공장계획은 경영목표를 장기적으로 달성하는 수단이므로 목표의 명확화가 선행되어야 한다.

### 예측
이 계획은 예측을 전제하므로 대부분 불확실한 요소를 내포하게 된다.
1. 공장계획과 경제예측(經濟豫測) ― 경기 변동과 수요는 밀접한 관계에 있고, 설비투자의 적시성(適時性)과 관계된다. 따라서 경제의 예측은 정확성을 기할 필요가 있으며, 경기지표·통계조사의 이용, 계량경제학적(計量經濟學的) 모형의 이용방법 등이 있다.
2. 공장계획과 수요예측 ― 수요예측은 장기(5년 이상)·중기(1년 이상∼5년 미만)·단기(1년 미만)로 나누어진다. 장기예측에서는 개략적인 목표를 설정하는데, 중기·단기예측이 그 기본이 된다.
3. 공장계획과 인원예측 ― 인원예측은 공장설비의 자동화 정도에 따라 좌우된다.
4. 공장계획과 기술예측 ― 현대 산업사회는 항상 새로운 기술개발·공정개발에 도전받고 있으므로, 공장계획은 기술예측의 문제와 밀접한 관련을 맺게 된다. 기술예측은 제조기술의 진보, 설계혁신, 재료의 진보 등 각종이 있으므로, 공장계획에서는 설비의 경제적 내용연수를 설정, 이 기간중 투자비용의 회수 가능성을 확인해야 한다.

### 공장계획과 생산계획
이 계획을 입안할 때에는 생산의 기본요소인 제품·생산수량·공정·시간·예정원가·가격정책에 대하여도 결정해야 한다. 이것은 공장계획을 세울 때 앞으로의 생산계획과의 연관성을 고려하여야 함을 뜻한다. 생산계획과의 관련사항은 생산방식과 기계설비·공장능력과 생산수량·품질의 설계·공장배치문제 등이다.

### 공장계획과 자금계획
공장계획을 위한 자금 가운데 장기저인 고정자금으로 투하된 자금은 기계설비 등의 내용년수(耐用年數) 동안 감가상각비로서 장기적으로 회수된다. 따라서 공장계획에 소요되는 자금의 원천은 자기자금이나 장기차입금에 의존하게 되고, 소요자금의 견적은 개별항목의 적산방법(積算方法), 과거의 수치와 시계열(時系列)에 의한 거시적(巨視的) 추산방법 등이 있다.

### 공장계획과 이익계획
이익계획은 매연도 예산편성방침의 출발점이므로, 장기계획에 의한 당해년도 목표와 당해시점에서의 기업의 내외여건·과거실적·현재수준·새로운 프로젝트 등의 요소를 감안, 결정된다. 이익계획 작성에서의 과제는 변동비의 절감이며, 기술수준의 향상·공장조건의 개선이 그 대상이 된다. 공장계획에서의 투자가치 평가기준은 ① 투자이익률법, ② 원가비교법, ③ 자본회수기간법, ④ 현재가치법 등이 있다.

### 고려사항
(1) 제품 및 재료에 관한 사항 ― ① 제품의 설계구조와 품질, ② 물리적·화학적 성질, 중량·형상·형태·취급상의 특수성, ③ 제품 종류의 다소, ④ 생산공정·공정순서·공정개선의 가능성 및 부품재료의 표준화
(2) 기계설비에 관한 사항 ― ① 종합생산시스템, ② 기계설비의 특성·형식·대수·가동시간·용적·중량·가공 능력·공작법·소음·진동, ③ 공구의 특성·수량·보관방법, ④ 설비의 공정균형(가공속도·능력), ⑤ 배관·배선·조절장치·원격제어장치·압력공기 등
(3) 인간에 관한 사항 ― ① 작업환경과 안전, ② 노동의 질과 노동조건·숙련도·작업시간·노동법규, ③ 작업능률·작업조직·작업감독의 정도
(4) 이동에 관한 사항 ― ① 흐름의 형식, ② 운반방법·검사·저장방법, ③ 운반통로·운반설비의 특질
(5) 정체(停滯)에 관한 사항 ― 부품저장 장소·저장방법·저장량
(6) 서비스에 관한 사항 ― ① 종업원 복지시설·통로·방화시설 등, ② 품질검사·생산관리 등의 관리사항, ③ 기계보전·배전·배관
(7) 건물에 관한 사항 ― ① 범용(汎用) 또는 전용여부, ② 단층 또는 다층 여부, ③ 건물의 형상·조명·소음·진동, 천정의 높이·강도, ④ 기둥의 위치·벽의 두께
(8) 변경에 관한 사항 ― ① 공장계획의 탄력성, ② 적합성, ③ 교환성, ④ 확장, ⑤ 외부조건의 변화, ⑥ 기존 장치의 제약
(9) 기타 ― ① 제법규, ② 외관, ③ 보안조처 등

### 공장계획의 순서
공장계획의 순서는 기획·설계수준의 결정·방침결정·기본 계획 설정·계획수정·세부계획입안 등의 단계를 거치게 된다.

#### 기획
각종 조사에 의한 공장건설 의사결정에 이르기까지의 계획단계이다.

#### 공장설계수준의 결정
공장건설이 결정되면 처음 주어진 시스템의 기능을 분석, 하나하나 그 필요성을 검증하면서 보다 높은 차원의 설계를 모색한다.

#### 공장계획 방침설정
① 목적의 확인：생산능력의 증대·건물면적의 절약·재공품의 감소·생산기간 단축·운반공수(運搬工數)의 절약·기계가동률의 향상·감독의 용이성·품질보장·작업환경 개선·탄력성 증대·고객에 대한 PR등, ② 생산능력：수요의 변동을 감당할 수 있는 탄력성 유지를 위하여 생산설비·유틸러티(utility) 부분에 여유를 두거나 앞으로의 확장이 가능하도록 준비되어야 한다. ③ 예산과 장비의 사용계획, ④ 완공시기：고용계획·훈련계획과의 조정이 필요하며, PERT에 의한 관리가 효과적이다. ⑤ 공장계획의 조직화.

### 공장건설 계획
건물배치 계획
공장건물의 평면배치는 다음 사항에 유의해야 한다.
① 공정의 배치가 경제적이고 능률적인 것, ② 건물과 건물, 건물과 부속건물과의 연락이 기능적이고 조직적일 것, ③ 운반설비와 건물의 관련성, 건물간의 관련성을 합리적으로 유지할 것, ④ 장래의 확장이나 변경에 대처할 것, ⑤ 건물의 위치에 있어서 채광·풍향(風向) 등을 고려할 것, ⑥ 건물의 집중방식·분산방식의 장단점을 고려할 것, ⑦ 관계법규를 검토할 것.

#### 평면계획과 입면계획
공장배치를 결정하고 평면계획을 착수하기 위한 기본사항으로서는 ① 종업원수(성별), ② 설비의 크기·중량·대수·위치·종류, ③ 출입구 및 통로의 크기·폭·위치·수량, ④ 사무소·창고·작업장·부속건물의 면적·수·위치, ⑤ 건물기둥의 간격 등이다. 또한 공장건물의 형식에는 단층·다층·특수형이 있고, 이것은 작업종류·작업방법·대지 면적의 계약 등에 따라 결정된다. 일반적으로 평면형식에서는 I 형이 많고 L,U 형은 광선의 방향이 변하게 되며, H,I 형은 복도나 계단으로 연결하면 비교적 좋은 형이 된다. O,T,E 형은 특수형에 속한다.
입면계획은 벽의 높이와 운반설비와의 관계, 기둥의 간격, 출입구·통로의 높이·폭 등의 관계를 고려하여 결정하여야 한다.

### 구조계획
건축구조는 배치계획과의 관련에서 결정되어야 하며, 건축비와 영선비가 적게 들도록 고려되어야 한다. 구조에는 철골·철근콘크리트·철골철근콘크리트·목조 등이 있다. 기초는 건물·기계·설비·원재료·제품 등의 중량을 안전하게 지지하고, 기계의 진동에도 견딜 수 있어야 하므로 지반(地盤)의 지내력(地耐力)을 고려해서 기초공사의 정도를 결정해야 한다. 벽은 보온·열의 차단·방화·방음의 목적을 가지며, 기둥의 건물의 하중(荷重)뿐 아니라 천장크레인과 같은 운반설비의 하중까지도 지탱할 수 있어야 한다. 출입구는 사람의 출입·물품운반 등 생산공정의 요구에 따라 그 위치와 크기·구조 등이 결정되며, 아울러 도난·방화 등도 고려되어야 한다.
바닥은 공장설비를 지탱하며, 통행과 작업·물품저장 등에 사용되므로 바닥의 구조는 다음의 사항들을 고려하여야 한다.
① 기계설비를 지지할 수 있는 강도가 있고, 설치가 용이할 것, ② 사람·원재료·제품의 통행·운반에 적합한 넓이와 구조일 것, ③ 작업능률상 피로가 적은 구조일 것, 일반적으로 바닥은 내구성(耐久性)과 적당한 탄력성이 요구된다.

## 역사

### 조선시대
조선조의 공장은 관영(官營) 공업의 범주에 속하여 경공장(京工匠：중앙)과 외공장(外工匠：지방)을 설치, 예속된 장인을 중심으로 편성되었으며, 중앙과 지방 관부(官府)의 공업적 수요를 충당하였다. 『경국대전(經國大典)』에 의하면, 공장을 보유하는 중앙의 관아(官衙)로는 공조(工曹)·봉상시(奉常寺)를 비롯하여 30여 개의 관사가 있었으며, 모두 작업을 할 수 있는 수공업장을 가지고 있었다(129種 2,841人). 이에 대하여 각 도·부(府)·읍에 소속된 외공장(外工匠)은 경기 153, 충청 564, 경상 1,129, 전라 775, 강원 225, 황해 221, 영안(永安：지금의 함경남북도 지방) 180, 평안 214로서 장인은 모두 3,361명이었으며, 종별은 약 27종이었다. 외공장에서 제작하는 수공품의 종류가 적었던 것은 경공장에 제공되는 원료품·반제품 외에는 지방 관아 및 일반 민수(民需)에 꼭 필요한 것만 제작해야 한다는 제약이 있었기 때문이다.  조선조에서 고려시대와는 달리 관영공업에 소속된 장인은 원칙적으로 노예적 노동급부를 담당하였다. 그러나 한편으로는 관영공업의 책임을 완수하면 이른바 자기경영(自己經營)에 종사할 수 있었다. 즉, 공역(公役)의 의무를 담당하는 외에 자기경영을 하는 대신 이에 대해서 국가는 공장세(工匠稅)를 징수함으로써 장인은 자유로운 독립수공업자로서 생산분야를 담당할 수 있게 된 것이며 이것은 노동급부양식의 퇴조현상을 의미한다.  그러나 조선조 중기에 이르면 대부분의 장인은 자기경영에 종사, 국가의 공업적 수요는 장인세·시장교환에 의존하게 되는데, 이에 따라 장인의 생산·판매는 독점적 경향마저 띠게 되었다.

### 고려시대
본래 수공업에 종사하던 공인(工人 또는 匠人)은 고려·조선조에 수공업자로 전환하게 되었는데, 고려시대에는 세습제로서 정부직영하에 각종 수공업장(手工業場)이 설치되어, 여기서 정부 감독하에 각종 물품을 제작, 국가의 수요를 충당했다. 이 관영공장(官營工匠)을 지휘·감독하는 관서로는 ① 토목·건축을 담당하는 선공장(繕工匠), ② 각종 병기(兵器) 제작을 담당하는 병기시(兵器寺), ③ 각종 장신구의 제작을 관리하는 공조서(供造署), ④ 금은 세공품 제작을 관리하는 장야서(掌冶暑), ⑤ 세공 잡품(雜品)의 제작을 담당하는 도교서(都校暑), ⑥ 각종 염료(染料)의 제조와 염색작업을 담당하는 도렴서(都染署), ⑦ 직물 제조를 담당하는 잡직서(雜織署), ⑧ 궁정의 특수견직물 수요를 담당하는 액정국(掖庭局), ⑨ 왕실 어용(御用)의 거마를 장리(掌理), 각종 마구(馬具)·차바퀴 제조를 담당하는 봉거서(奉車署) 등이 있었다.  위의 각 관서에는 관인이 배치되어 국가의 수요에 따라 물품을 제작케 했는데, 물품제작을 맡는 장인들의 기술적 지도체제로서 지유승지(指諭承旨)·행수대장(行首大匠) 등의 계층이 있어 물품제작의 기술면을 지휘·감독하였다.  이러한 조직은 제작되는 물품의 종류에 따라 조직되던 신라시대의 조직과는 달리 국가의 용도에 따라 분류되었으며, 노동급부조직(勞動給付組織)에 있어서도 노예적 노동급부에 의존하던 신라시대와는 달라 고려시대 장인의 노동 급부는 임노동적(賃勞動的) 성격을 띠었다.

## 같이 보기
- 산업 혁명
- 제조업
- 프로젝트 관리